# Pterocomma magnotuberculatum
Pterocomma magnotuberculatum är en insektsart. Pterocomma magnotuberculatum ingår i släktet Pterocomma och familjen långrörsbladlöss. Inga underarter finns listade i Catalogue of Life.